# Carla Cox
Carla Cox (née le 25 mai 1984  à Brno) est une actrice tchèque de films pornographiques.

## Filmographie

### Distinctions
Récompenses
Nominations
- 2011 : AVN Award : Best Group Sex Scene - Slutty & Sluttier 11 avec Krissy Lynn, Charley Chase, Nat Turnher et Mr. Pete
- 2011 : AVN Award : Best Group Sex Scene - Tori, Tarra and Bobbi Love Rocco avec Tarra White, Rocco Siffredi et Ian Scott
- 2011 : AVN Award : Female Foreign Performer of the Year
- 2012 : SHAFTA Award : Best Sex Scene - Liselle's Sordid Summer avec Daisy Rock et Johnny Cockfill
- 2012 : SHAFTA Award : Foreign Performer of the Year
- 2012 : XBIZ Award : Foreign Female Performer of the Year
- 2013 : AVN Award : Female Foreign Performer of the Year